# Nion Tocker
Nion Tocker (n. 21 august 1885, Suisun City⁠(d), California, SUA – d. 22 aprilie 1950, California, SUA) a fost un antreprenor ce a reprezentat Statele Unite ale Americii, medaliat olimpic. A participat la o ediție a Jocurilor Olimpice (1928) în care a câștigat o medalie de aur.

## Participări
Lista de mai jos prezintă principalele competiții la care a participat Nion Tocker de-a lungul carierei.
- Olympische Winterspiele 1928/Bob[*]